# Campionato armeno di calcio a 5 2010-2011
Il Campionato armeno di calcio a 5 2010-2011 è stato il tredicesimo campionato di calcio a 5 dell'Armenia, patrocinato dalla Federazione calcistica dell'Armenia. Il campionato ha visto la seconda affermazione della squadra capitolina dell'Erebuni Erevan.

## Classifica finale
| P | Squadra          | Pt | Pd | V  | N | P  | GF  | GS  | Dif | Qualificazione          |
| - | ---------------- | -- | -- | -- | - | -- | --- | --- | --- | ----------------------- |
| 1 | Erebuni Erevan   | 39 | 16 | 12 | 3 | 1  | 136 | 64  | +72 | 2010-11 UEFA Futsal Cup |
| 2 | Polytechnik      | 25 | 16 | 7  | 4 | 5  | 103 | 77  | +26 |                         |
| 3 | Talgrig Vanadzor | 23 | 16 | 7  | 2 | 7  | 88  | 77  | +11 |                         |
| 4 | Hrazdan          | 15 | 16 | 4  | 2 | 10 | 89  | 137 | -48 |                         |
| 5 | Gyumri           | 13 | 16 | 4  | 1 | 13 | 100 | 161 | -61 |                         |